# Famous Blue Raincoat
Famous Blue Raincoat és una de les peces més conegudes i més apreciades pels fans del cantautor canadenc Leonard Cohen. Va aparèixer en el seu tercer disc Songs of Love and Hate (1971). D'aquesta peça Cohen no se'n sent massa satisfet. Segons ens explica aquest tema, com Bird on the Wire no estaven prou acabats però eren prou bons per ser usats, ja que amb les poques peces que feia no es podia permetre el luxe d'eliminar aquelles que havien quedat prou bé. Cohen se sentia content de la lletra, però alhora creia que era massa misteriosa i opaca.
Molt personal, la peça pren la forma d'una carta escrita a un altre home, que anava vestit amb un impermeable blau, a propòsit d'un antic triangle amorós amb la seva dona Jane, identificat com a "my brother, my killer." La lletra va signada per Cohen mateix, ja que la cançó acaba amb la fórmula "Sincerely, L. Cohen". Sembla evident que la lletra s'inspira en una història veritable tot i que Cohen deia que s'havia oblidat de la història, ja que segons va dir s'havia oblidat del veritable triangle, sabia que hi era i tenia la impressió que un home invisible seduïa la dona amb qui estava, però no sabia si era un home real o imaginari. Era com si ell mateix fos l'home imaginari en les seves relacions o que aquest home està en tots els matrimonis. Tenia la impressió que hi havia una tercera persona, potser ell mateix, potser un altre home o potser una altra dona.
Aquesta dualitat de papers té més importància quan se sap que Cohen va tenir un impermeable blau i no el seu rival i que tenia un estrip a l'espatlla, com ens explica a la cançó.
Aquesta peça va ser tocada en un concert per Judy Collins el 1970, abans de l'enregistrament de Cohen i des de llavors ha estat versionat per Joan Baez, Tori Amos i Damien Saez, entre d'altres.